# Антимонопольный комплаенс
Антимонопольный комплаенс (англ. antimonopoly (antitrust) compliance) — внутренняя система и деятельность организации по устранению рисков негативных последствий, связанных с антимонопольными нарушениями. Один из секторов комплаенса, наряду с этическим комплаенсом, антикоррупционным комплаенсом, санкционным комплаенсом и др. Может применяться коммерческими, некоммерческими организациями и государственными органами.

## Описание
Антимонопольный комплаенс основывается на общей для комплаенса парадигме, что предотвратить нарушение легче, чем нивелировать его негативные последствия. Если нарушение будет выявлено регулятором, то предприятию придется заплатить за это нарушение высокую цену в виде санкций, судебных издержек и репутационных потерь. Если предприятие сможет самостоятельно предотвратить возможное нарушение или на ранней стадии обнаружить нарушение и прекратить его, то такая осмотрительность может существенно снизить бремя негативных последствий для такого субъекта. Но для этого предприятие должно предпринимать определенные организационные усилия, чтобы создать такую эффективную систему, которая способна адекватно выявлять риски, анализировать бизнес-процессы и правовые нормы, иногда противоречивые.

## История за рубежом
В США в 2019 году произошли важные изменения в правовом подходе антимонопольного органа касательно антимонопольного комплаенса. Министерство юстиции США признало, что антимонопольный комплаенс должен учитываться как смягчающее обстоятельство при назначении наказания, выпущена инструкция по оценке корпоративных программ антимонопольного комплаенса при вынесении приговоров по уголовным делам. Изменения призваны стимулировать антимонопольный комплаенс в корпорациях и создать дополнительные гарантии корпорациям (помимо системы так называемых маркеров), что факт добровольного сообщения о нарушении будет приниматься во внимание при назначении наказания.

## Правовой статус
Термин «антимонопольный комплаенс» в России пока не закреплен на уровне закона, несмотря на неоднократные предложения юридического сообщества и регулятора. Вместе с тем в юридической литературе антимонопольный комплаенс рассматривается как важный правовой институт, также данный термин фигурирует в подзаконных актах, в актах административной и судебной практики. Нередко регулятор включает обязательство разработать систему антимонопольного комплаенса как условие для осуществления слияния и поглощения (например, по результатам рассмотрения ходатайства Дж. Т. Интернэшнл Германия ГмбХ по приобретению Донской Табак и Переславль-Табак).
Иногда в официальных источниках термин «антимонопольный комплаенс» заменяется словесными конструкциями типа «система внутреннего обеспечения соответствия требованиям антимонопольного законодательства».

## История в России
После публикации ICC Antitrust Compliance Toolkit в 2013 и демонстрации первых кейсов построения антимонопольных комплаенс систем, основаных на законодательстве России, антимонопольный комплаенс начал закрепляться в крупнейших российских корпорациях как одна из лучших практик правового сопровождения. В числе компаний, использующих антимонопольный комплаенс, — Автодор, МТС, Пивоваренная компания Балтика, Уралкалий, Дикси.
В России развивается благодаря усилиям регулятора (ФАС России), представителей корпоративного сектора и юридических консультантов.
Для антимонопольного органа антимонопольный комплаенс выгоден тем, что в поднадзорных компаниях повышается уровень ответственности за антимонопольные риски, укрепляются механизмы взаимодействия регулятора и компаний, повышается оперативность и качество ответов на запросы регулятора. На рынках снижается количество нарушений за счёт применения компаниями добровольного отказа от правонарушения, программ смягчения юридической ответственности при добровольном сообщении компании о нарушении (англ. leniency), снижается нагрузка на антимонопольный орган.
Для компаний антимонопольный комплаенс несёт следующие выгоды: снижаются риски для компаний и топ-менеджмента в случаях, когда работники компании нарушили внутренние регламенты, разграничивается противоправное и безопасное поведение («безопасные гавани»), что особенно важно в новых и сложных ситуациях. В целом снижается количество нарушений, вызванных незнанием элементарных антимонопольных требований или неготовностью доказать правомочность своих действий. Компании, внедрившие антимонопольный комплаенс, реже проверяются регулятором.
Для юридических консультантов услуги по внедрению и аутсорсингу антимонопольного комплаенса могут быть перспективным направлением бизнеса.

## Сфера применения
Существует позиция, что антимонопольный комплаенс может применяться не только относительно норм антимонопольного законодательства, но и применительно ко всем сферам, в которых контроль осуществляется антимонопольным органом. К таким сферам в настоящее время относятся, например, сфера иностранных инвестиций, рекламы, розничной торговли, государственных и муниципальных закупок, военных заказов, биржевой торговли (определенными товарами).
Является дискуссионным вопрос, входит или не входит в понятие антимонопольного комплаенса распознавание и противодействие незаконной активности конкурентов или контрагентов.
Необходимо учитывать, что расширение охвата антимонопольным комплаенсом новых сфер влечёт увеличение издержек на разработку и поддержание этих систем. Снижение издержек на внедрение и поддержание систем антимонопольного комплаенса должно служить росту популярности этого механизма у субъектов с ограниченным бюджетом на юридические услуги — средних и малых предпринимателей, органов исполнительной власти и муниципалитетов.

## Критицизм
Практикующие специалисты отмечают позитивную роль антимонопольного комплаенса в защите прав и интересов организаций и общества.
Однако концепция и реализация антимонопольного комплаенса с разных сторон подвергаются критике, которая оказывает сильное влияние на закрепление комплаенса. Наиболее часто встречающиеся претензии заключаются в следующем:
- «комплаенс» — искусственно навязываемая «западная» концепция, которая не учитывает специфику российского законодательства и правовую культуру;
- никто не вправе нарушать закон, а какими способами это достигается в рамках конкретных организаций — забота не государства и права, а менеджмента;
- комплаенс скорее направлен на сокрытие правонарушений, чем на борьбу с ними;
- комплаенс не выдает объективных результатов, а лишь предположения, соответственно неопределенность по базовым категориям анализа делает антимонопольный комплаенс априори неэффективным;
- любое, даже незначительное нарушение, совершенное организацией, в которой действует система антимонопольного комплаенса, автоматически свидетельствует о неэффективности этого механизма;
- комплаенс дискредитирован «бумажным», фейковым комплаенсом.